# Dennis van Niekerk
Dennis van Niekerk (Kroonstad, Estat Lliure, 19 d'octubre de 1984) va ser un ciclista sud-africà que fou professional del 2005 al 2014.

## Palmarès
- 2010
  - 1r al Tour de Luzon